# Hugh Simon
Hugh Simon es un actor y productor británico, conocido por su papel como Malcolm Wynn-Jones en el drama de espionaje Spooks. 

## Biografía
Hugh ha trabajado en teatro, televisión y cine. En los escenarios, actuó en la producción de King Lear y en 2005 participó en Epitaph for George Dillon. Su éxito en West End le dio la oportunidad de participar en la Comedia de Teatro, dirigida por Peter Gill, donde trabajó al lado de Joseph Fiennes, Francesca Annis y Stephen Greif. 
Simon tiene una extensa carrera en televisión y ha aparecido en numerosas series populares. Entre sus créditos televisivos se encuentran Dangerfield, Highlander, North Square y Cold Feet. 
A finales de 1980, apareció en producciones de televisión como Star Trap y Christabel, después obtuvo un pequeño papel en la película de drama romántico A Handful of Dust. Continuó su carrera, tomando papeles en la miniserie Selling Hitler, en la serie de misterio Lovejoy y en la drama Between the Lines. Simon también participó en el drama biográfico Tom & Viv, junto a Willem Dafoe y la actriz Miranda Richardson. 
En 1998 apareció en Winston Churchill, después obtuvo papeles en Trust, The Color of Justice y en un episodio de Big Bad World. Hugh también ha participado como coproductor, para la producción de 1991 The Cabinet of Dr. Ramirez.
Durante el 2000 participó en Randall & Hopkirk Deceased, The Bill y en Attachments. Simon también ha aparecido en la miniserie Shackleton, dirigida por Charles Sturridge y protagonizada por Kenneth Branagh.
En el 2002 se unió al elenco de la serie de espías Spooks en la que al especialista en análisis Malcolm Wynn-Jones. çse mantuvo en esta serie hasta 2009, cuando su personaje dejaba el M15 tras estar a punto de morir durante una operación.

## Filmografía

### Como actor

#### Series de televisión
| Año         | Título                       | Personaje             | Notas                                               |
| ----------- | ---------------------------- | --------------------- | --------------------------------------------------- |
| 2016        | Endeavour                    | Profesor Kemp         | episodio "Prey"                                     |
| 2015        | Doctors                      | Derek Hogan           | episodio "A Very Reverend Institution"              |
| 2014        | Our Zoo                      | Subastador            | episodio # 1.1 - miniserie                          |
| 2013 - 2014 | The Mill                     | Dr. Peter Holland     | 6 episodios - miniserie                             |
| 2013        | Vera                         | Robin Creavey         | episodio "Poster Child"                             |
| 2002 - 2010 | Spooks                       | Malcolm Wynn-Jones    | 65 episodios                                        |
| 2009        | The Queen                    | Stephen Lamport       | episodio "How Do You Solve a Problem Like Camilla?" |
| 2000        | Cold Feet                    | Matthew               | 4 episodios                                         |
| 2000        | North Square                 | Colin Bird, Q.C.      | 2 episodios                                         |
| 2000        | Attachments                  | Phil Tatchell         | episodio "Plug & Play"                              |
| 2000        | The Bill                     | Colin Wishart         | episodio "Search Me"                                |
| 2000        | Randall & Hopkrik (Deceased) | Percy Banks-Smith     | episodio "The Beast Years of Your Death"            |
| 1999        | Big Bad World                | Norman                | episodio "She's a Lovely Girl"                      |
| 1998        | Vanity Fair                  | Firebrace             | episodio # 1.4                                      |
| 1998        | Mosley                       | Winston Churchill     | episodio "Young Man in a Hurry"                     |
| 1998        | Heat of the Sun              | Gussie Carstairs      | episodio "Private Lives"                            |
| 1997        | Highlander                   | Tynebridge            | episodio "Unusual Suspects"                         |
| 1997        | Ruth Rendell Mysteries       | Hotel Maitre D'       | 2 episodios                                         |
| 1996        | No Bananas                   | Ross                  | episodio "Cricket"                                  |
| 1995        | Dangerfield                  | Hugh Wood             | 2 episodios                                         |
| 1994        | Anna Lee                     | Abogado               | episodio "The Cook's Tale"                          |
| 1993        | Between the Lines            | Abogado de la Defensa | episodio "The Great Detective"                      |
| 1993        | Lovejoy                      | Howard Liddy          | episodio "Pig in a Poke"                            |
| 1991        | Selling Hitler               | Peter Kuehsel         | episodio # 1.3                                      |

#### Películas
| Año  | Título                           | Personaje                | Notas                                                                                       |
| ---- | -------------------------------- | ------------------------ | ------------------------------------------------------------------------------------------- |
| 2015 | Spooks: The Greater Good         | Malcolm Wynn-Jones       | junto a Peter Firth, Kit Harington, Geoffrey Streatfeild, Tuppence Middleton y Elliot Levey |
| 2011 | Salmon Fishing in the Yemen      | Brian Fleet              | junto a Ewan McGregor & Emily Blunt                                                         |
| 2004 | A Different Loyalty              | Hombre en Impermeable    | junto a Sharon Stone                                                                        |
| 2002 | Possession                       | Bibliotecario            | junto a Gwyneth Paltrow, Aaron Eckhart, Jeremy Northam & Lena Headey                        |
| 2002 | Shackleton                       | Equerry                  | junto con Kenneth Branagh                                                                   |
| 2000 | Longitude                        | Doctor                   | junto a Jeremy Irons, Michael Gambon, Gemma Jones & Anna Chancellor                         |
| 1999 | The Colour of Justice            | Ian MacDonald, Q.C.      | -                                                                                           |
| 1999 | Trust                            | Geoff Keens              | -                                                                                           |
| 1998 | In the Red                       | Harold Twist             | -                                                                                           |
| 1997 | Bloodlines: Legacy of a Lord     | Ian Maxwell Scott        | -                                                                                           |
| 1995 | Prime Suspect: Scent of Darkness | Inspector en Jefe Finlay | junto a Helen Mirren, Stuart Wilson & Marc Warren                                           |
| 1994 | Tom & Viv                        | Conserje                 | junto a Willem Dafoe, Miranda Richardson & Rosemary Harris                                  |
| 1988 | Christabel                       | Botho                    | junto a Elizabeth Hurley & Geoffrey Palmer                                                  |
| 1991 | A Handful of Dust                | Agente de Viajes         | junto a Kristin Scott Thomas, Anjelica Huston, Judi Dench & Alec Guinness                   |
| 1988 | Star Trap                        | Craddock                 | -                                                                                           |

### Como productor
| Año  | Título                     | Notas        |
| ---- | -------------------------- | ------------ |
| 1991 | The Cabinet of Dr. Ramirez | co-productor |

## Teatro
| Año  | Obra                      | Personaje              | Director   | Teatro            | Notas                                                        |
| ---- | ------------------------- | ---------------------- | ---------- | ----------------- | ------------------------------------------------------------ |
| 2005 | Epitaph for George Dillon | Geoffrey Colwyn-Stuart | Peter Gill | The Globe Theatre | junto a Francesca Annis, Joseph Fiennes & Geoffrey Hutchings |